# Premio Naismith al Entrenador Universitario del Año
El Premio Naismith al Entrenador Universitario del Año (en inglés, Naismith College Coach of the Year Award) es un premio entregado por el Atlanta Tipoff Club al mejor entrenador de baloncesto universitario masculino y femenino de la División I de la NCAA. El premio fue creado en 1987, y en sus dos primos años de existencia se entregaba a los entrenadores ganadores del Campeonato de la División I de Baloncesto Masculino de la NCAA. En 1989, la junta directiva del Premio Naismith decidió entregarlo a través de un proceso de votación. 

## Ganadores

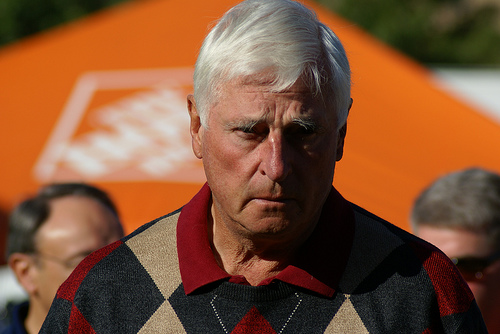
Bob Knight ganó el primer premio en 1987 con Indiana.

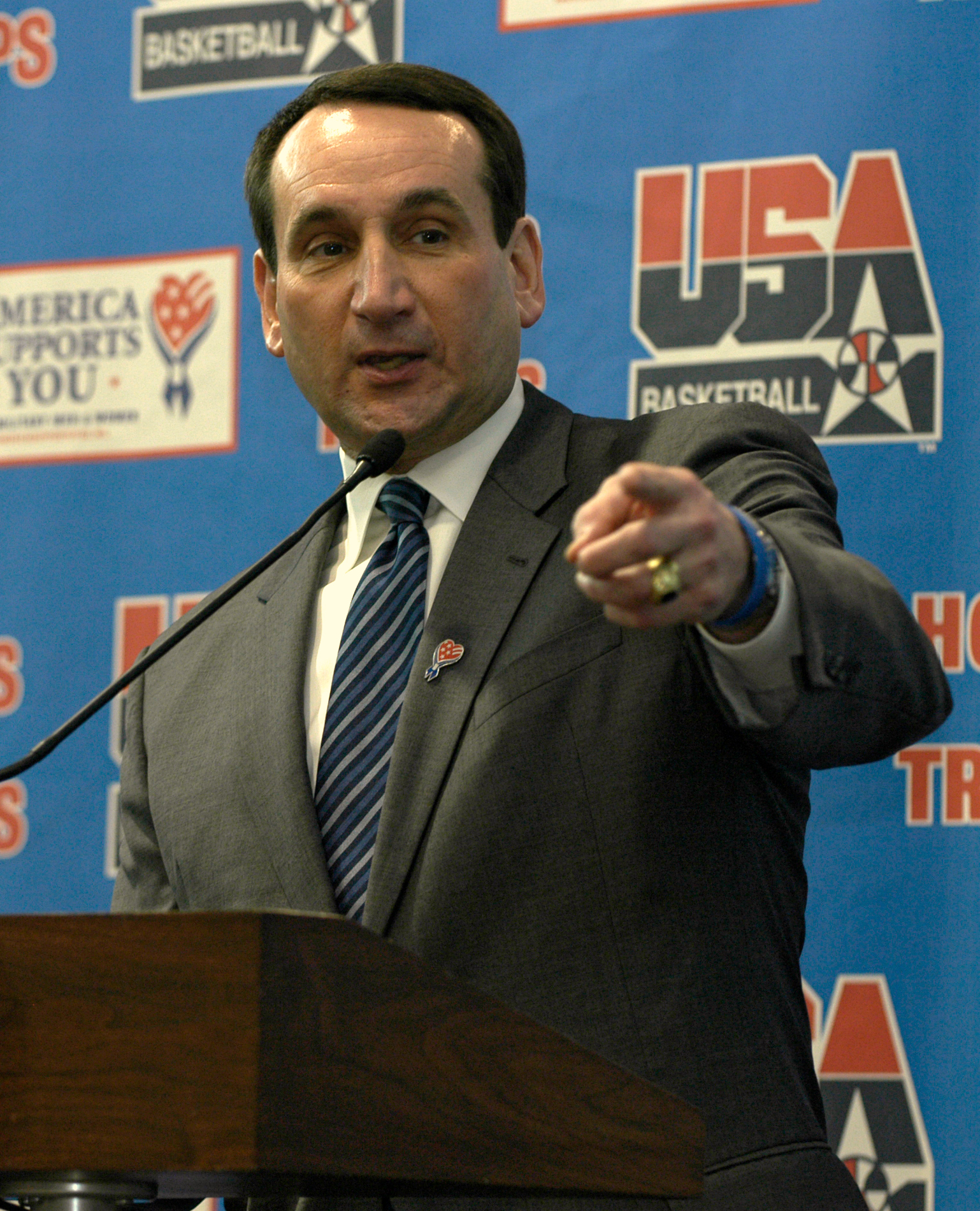
Mike Krzyzewski ha ganado el premio en tres ocasiones con Duke.

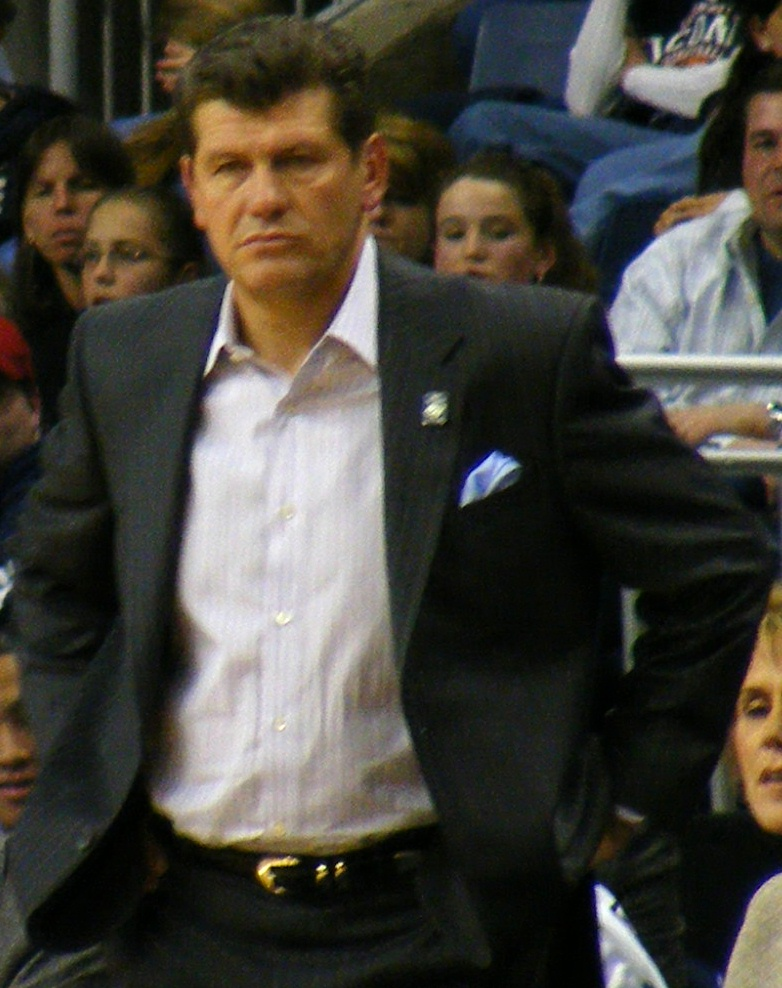
El italiano Geno Auriemma es el entrenador con más premios (8) con UConn.

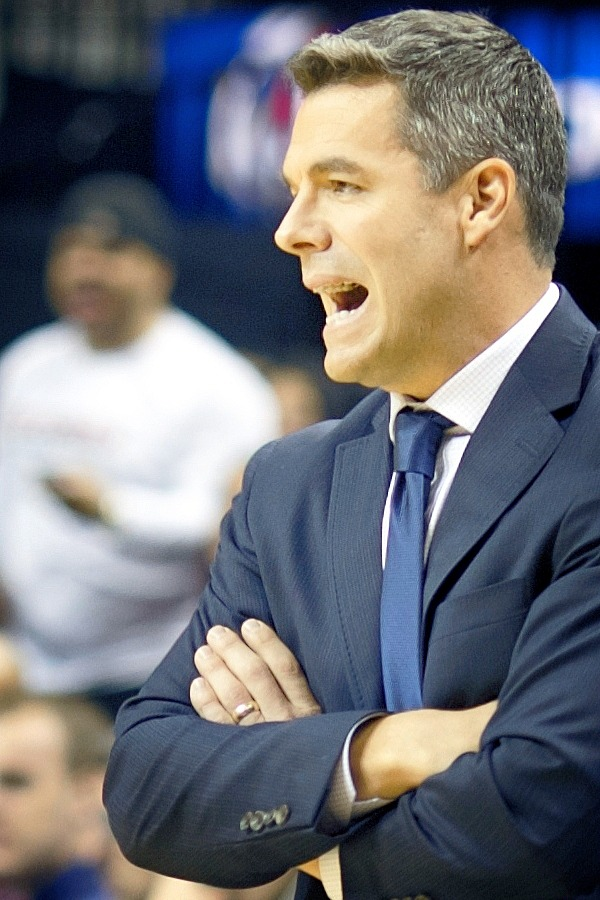
Tony Bennett, ganador en 2018.

| *              | Denota entrenador incluido en el Basketball Hall of Fame |
| Entrenador (#) | Denota el número de veces que ha conseguido el galardón  |

| Año     | Entrenador masculino  | Universidad      | Entrenador femenino  | Universidad       |
| ------- | --------------------- | ---------------- | -------------------- | ----------------- |
| 1986–87 | Bob Knight*           | Indiana          | Pat Summitt*         | Tennessee         |
| 1987–88 | Larry Brown*          | Kansas           | Leon Barmore*        | Louisiana Tech    |
| 1988–89 | Mike Krzyzewski*      | Duke             | Pat Summitt* (2)     | Tennessee         |
| 1989–90 | Bobby Cremins         | Georgia Tech     | Tara VanDerveer*     | Stanford          |
| 1990–91 | Randy Ayers           | Ohio State       | Debbie Ryan          | Virginia          |
| 1991–92 | Mike Krzyzewski* (2)  | Duke             | Chris Weller         | Maryland          |
| 1992–93 | Dean Smith*           | North Carolina   | C. Vivian Stringer*  | Iowa              |
| 1993–94 | Nolan Richardson      | Arkansas         | Pat Summitt* (3)     | Tennessee         |
| 1994–95 | Jim Harrick           | UCLA             | Geno Auriemma*       | UConn             |
| 1995–96 | John Calipari (X)     | Massachusetts    | Andy Landers         | Georgia           |
| 1996–97 | Roy Williams*         | Kansas           | Geno Auriemma* (2)   | UConn             |
| 1997–98 | Bill Guthridge        | North Carolina   | Pat Summitt* (4)     | Tennessee         |
| 1998–99 | Mike Krzyzewski* (3)  | Duke             | Carolyn Peck         | Purdue            |
| 1999–00 | Mike Montgomery       | Stanford         | Geno Auriemma* (3)   | UConn             |
| 2000–01 | Rod Barnes            | Mississippi      | Muffet McGraw        | Notre Dame        |
| 2001–02 | Ben Howland           | Pittsburgh       | Geno Auriemma* (4)   | UConn             |
| 2002–03 | Tubby Smith           | Kentucky         | Gail Goestenkors     | Duke              |
| 2003–04 | Phil Martelli         | Saint Joseph's   | Pat Summitt* (5)     | Tennessee         |
| 2004–05 | Bruce Weber           | Illinois         | Pokey Chatman        | LSU               |
| 2005–06 | Jay Wright            | Villanova        | Sylvia Hatchell      | North Carolina    |
| 2006–07 | Tony Bennett          | Washington State | Gail Goestenkors (2) | Duke              |
| 2007–08 | John Calipari (2) (X) | Memphis          | Geno Auriemma* (5)   | UConn             |
| 2008–09 | Jamie Dixon           | Pittsburgh       | Geno Auriemma* (6)   | UConn             |
| 2009–10 | Jim Boeheim*          | Syracuse         | Connie Yori          | Nebraska          |
| 2010–11 | Steve Fisher          | San Diego State  | Tara VanDerveer* (2) | Stanford          |
| 2011–12 | Bill Self             | Kansas           | Kim Mulkey           | Baylor            |
| 2012–13 | Jim Larrañaga         | Miami (FL)       | Muffet McGraw (2)    | Notre Dame        |
| 2013–14 | Gregg Marshall        | Wichita State    | Muffet McGraw (3)    | Notre Dame        |
| 2014–15 | John Calipari (3)     | Kentucky         | Courtney Banghart    | Princeton         |
| 2015–16 | Jay Wright (2)        | Villanova        | Geno Auriemma (7)    | UConn             |
| 2016–17 | Mark Few              | Gonzaga          | Geno Auriemma (8)    | UConn             |
| 2017–18 | Tony Bennett          | Virginia         | Vic Schaefer         | Mississippi State |
| 2018–19 | Rick Barnes           | Tennessee        | Lisa Bluder          | Iowa              |
| 2019–20 | Anthony Grant         | Dayton           | Dawn Staley          | South Carolina    |
| 2020–21 | Mark Few (2)          | Gonzaga          | Tara VanDerveer* (3) | Stanford          |
| 2021-22 | Ed Cooley             | Providence       | Dawn Staley (2)      | South Carolina    |
| 2022-23 | Jerome Tang           | Kansas State     | Dawn Staley (3)      | South Carolina    |
| 2023-24 | Dan Hurley            | UConn            | Dawn Staley (4)      | South Carolina    |
| 2024-25 | Rick Pitino           | St. John's       | Cori Close           | UCLA              |